# Thollet
Thollet est une commune du centre-ouest de la France, située dans le département de la Vienne (région Nouvelle-Aquitaine).

## Géographie

### Communes limitrophes
|               | Liglet              | Lignac (Indre) |
| La Trimouille | Thollet             | Coulonges      |
|               | Brigueil-le-Chantre |                |

### Géologie et relief
La région de Thollet présente un paysage de bocages et de vallées.
Le terroir se compose :
- de vallées étroites et encaissées ainsi que de terrasses alluviales pour 8 % ;
- de terres de brandes pour 59 % et de sols limoneux sur altérite pour 24 % sur les plateaux du Seuil du Poitou ;
- de sols sur diorites pour 9 % sur les collines et les plateaux des massifs anciens.

### Hydrographie
La commune est traversée par 20 km de cours d'eau dont les principaux sont la rivière Benaize sur une longueur de 9 km et l'Asse sur une longueur de 2 km.

### Climat
Pour des articles plus généraux, voir Climat de la Nouvelle-Aquitaine et Climat de la Vienne.
Historiquement, la commune est exposée à un climat océanique limousin.  
En 2020, Météo-France publie une typologie des climats de la France métropolitaine dans laquelle la commune est exposée à un climat océanique altéré et est dans la région climatique Poitou-Charentes, caractérisée par un bon ensoleillement, particulièrement en été et des vents modérés.
Pour la période 1971-2000, la température annuelle moyenne est de 11,6 °C, avec une amplitude thermique annuelle de 15,1 °C. Le cumul annuel moyen de précipitations est de 821 mm, avec 12 jours de précipitations en janvier et 7,2 jours en juillet. Pour la période 1991-2020, la température moyenne annuelle observée sur la station météorologique la plus proche, située sur la commune de Montmorillon à 19,38 km à vol d'oiseau, est de 0,0 °C et le cumul annuel moyen de précipitations est de 0,0 mm,. Pour l'avenir, les paramètres climatiques de la commune estimés pour 2050 selon différents scénarios d’émission de gaz à effet de serre sont consultables sur un site dédié publié par Météo-France en novembre 2022.

## Urbanisme

### Typologie
Au 1er janvier 2024, Thollet est catégorisée commune rurale à habitat très dispersé, selon la nouvelle grille communale de densité à sept niveaux définie par l'Insee en 2022.
Elle est située hors unité urbaine. Par ailleurs la commune fait partie de l'aire d'attraction de Montmorillon, dont elle est une commune de la couronne,. Cette aire, qui regroupe 18 communes, est catégorisée dans les aires de moins de 50 000 habitants,.

### Occupation des sols
L'occupation des sols de la commune, telle qu'elle ressort de la base de données européenne d’occupation biophysique des sols Corine Land Cover (CLC), est marquée par l'importance des territoires agricoles (97,4 % en 2018), une proportion sensiblement équivalente à celle de 1990 (97,3 %). La répartition détaillée en 2018 est la suivante : 
zones agricoles hétérogènes (43,4 %), prairies (32,5 %), terres arables (21,5 %), forêts (2,6 %). L'évolution de l’occupation des sols de la commune et de ses infrastructures peut être observée sur les différentes représentations cartographiques du territoire : la carte de Cassini (XVIIIe siècle), la carte d'état-major (1820-1866) et les cartes ou photos aériennes de l'IGN pour la période actuelle (1950 à aujourd'hui).

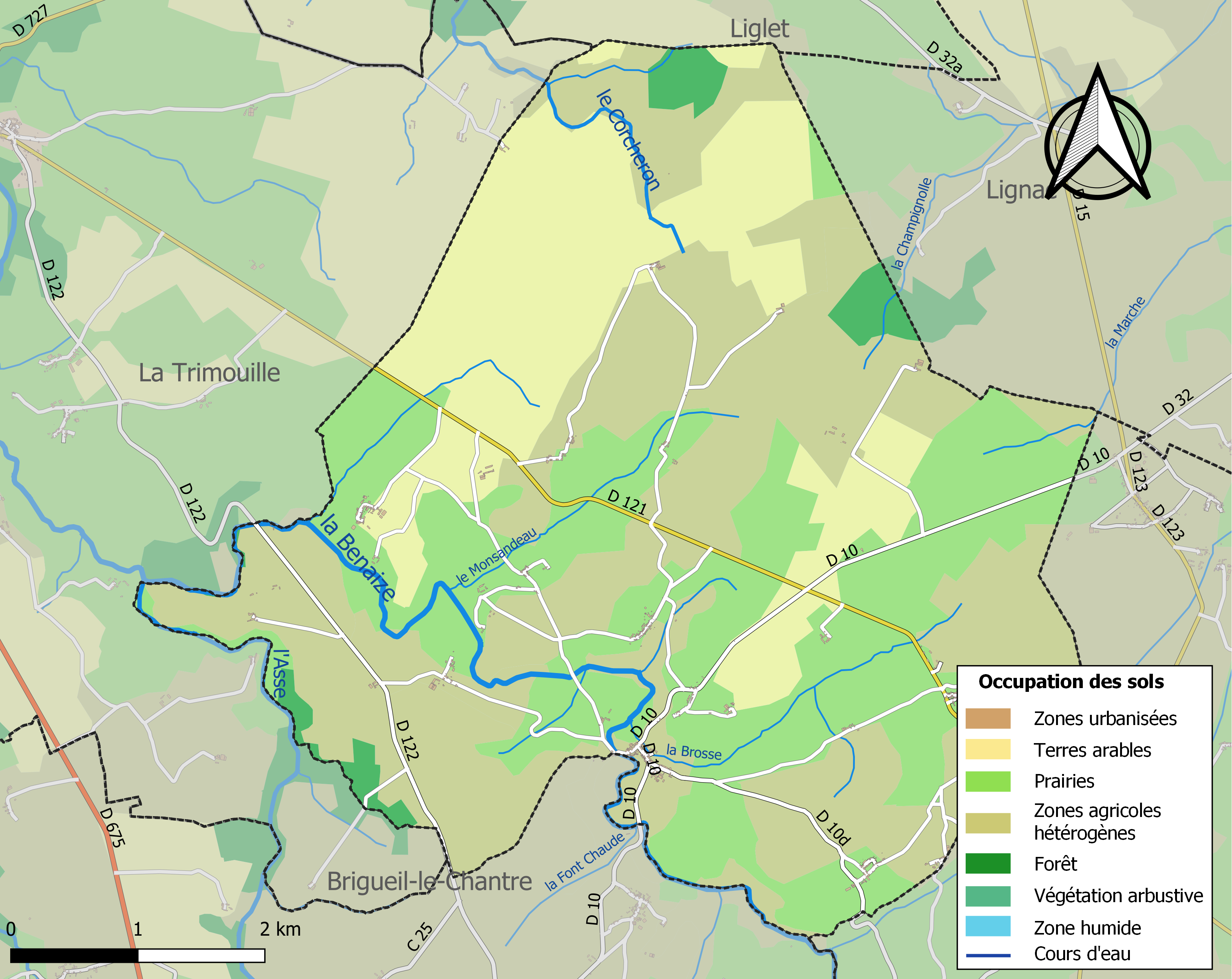
Carte des infrastructures et de l'occupation des sols de la commune en 2018 (CLC).

### Risques majeurs
Le territoire de la commune de Thollet est vulnérable à différents aléas naturels : météorologiques (tempête, orage, neige, grand froid, canicule ou sécheresse), mouvements de terrains et séisme (sismicité faible). Il est également exposé à un risque technologique,  le transport de matières dangereuses. Un site publié par le BRGM permet d'évaluer simplement et rapidement les risques d'un bien localisé soit par son adresse soit par le numéro de sa parcelle.

#### Risques naturels

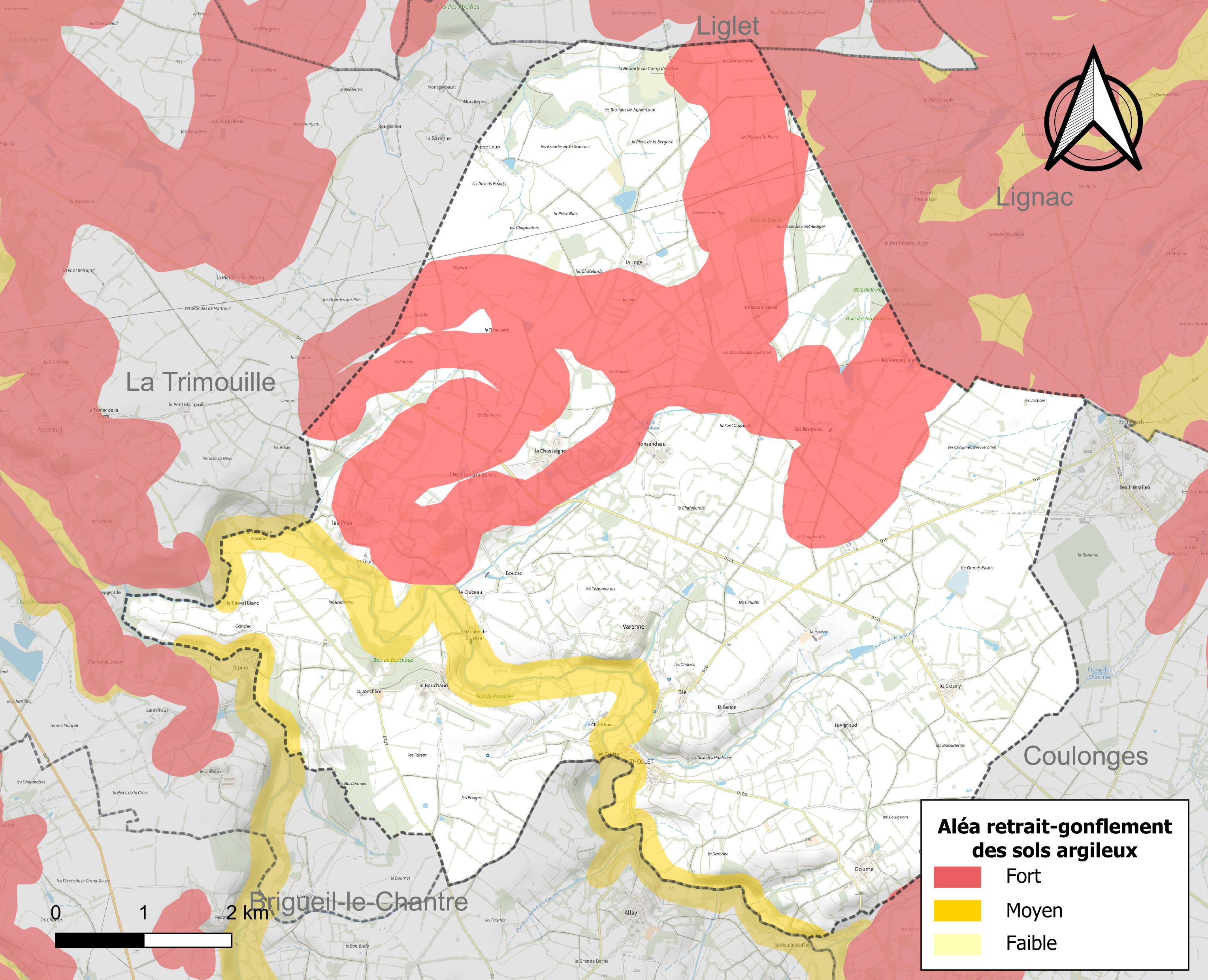
Carte des zones d'aléa retrait-gonflement des sols argileux de Thollet.

Les mouvements de terrains susceptibles de se produire sur la commune sont des tassements différentiels. Le retrait-gonflement des sols argileux est susceptible d'engendrer des dommages importants aux bâtiments en cas d’alternance de périodes de sécheresse et de pluie. 34 % de la superficie communale est en aléa moyen ou fort (79,5 % au niveau départemental et 48,5 % au niveau national). Depuis le 1er octobre 2020, en application de la loi ÉLAN, différentes contraintes s'imposent aux vendeurs, maîtres d'ouvrages ou constructeurs de biens situés dans une zone classée en aléa moyen ou fort,.
La commune a été reconnue en état de catastrophe naturelle au titre des dommages causés par les inondations et coulées de boue survenues en 1982, 1999 et 2010, par la sécheresse en 2017, 2018 et 2020 et par des mouvements de terrain en 1999 et 2010.

## Politique et administration

### Liste des maires
| Période    | Période   | Identité        | Étiquette | Qualité |
| ---------- | --------- | --------------- | --------- | ------- |
| avant 1981 | ?         | Henri de Laitre |           |         |
| mars 2001  | mars 2008 | Yves Radet      |           |         |
| mars 2008  | mai 2021  | Joël Fruchon    |           |         |
| juin 2021  | En cours  | Xavier Monnais  | RN        |         |

### Instances judiciaires et administratives
La commune relève du tribunal d'instance de Poitiers, du tribunal de grande instance de Poitiers, de la cour d'appel  Poitiers, du tribunal pour enfants de Poitiers, du conseil de prud'hommes de Poitiers, du tribunal de commerce de Poitiers, du tribunal administratif de Poitiers et de la cour administrative d'appel  de  Bordeaux,  du tribunal des pensions de Poitiers, du tribunal des affaires de la Sécurité sociale de la Vienne, de la cour d’assises de la Vienne.

## Démographie
L'évolution du nombre d'habitants est connue à travers les recensements de la population effectués dans la commune depuis 1793. Pour les communes de moins de 10 000 habitants, une enquête de recensement portant sur toute la population est réalisée tous les cinq ans, les populations de référence des années intermédiaires étant quant à elles estimées par interpolation ou extrapolation. Pour la commune, le premier recensement exhaustif entrant dans le cadre du nouveau dispositif a été réalisé en 2006.

En 2022, la commune comptait 163 habitants, en évolution de +2,52 % par rapport à 2016 (Vienne : +0,6 %, France hors Mayotte : +2,11 %).
| 1793 | 1800 | 1806 | 1821 | 1831 | 1836 | 1841 | 1846 | 1851 |
| ---- | ---- | ---- | ---- | ---- | ---- | ---- | ---- | ---- |
| 535  | 430  | 497  | 506  | 595  | 789  | 781  | 840  | 870  |

| 1856 | 1861 | 1866 | 1872 | 1876 | 1881 | 1886 | 1891 | 1896 |
| ---- | ---- | ---- | ---- | ---- | ---- | ---- | ---- | ---- |
| 841  | 872  | 841  | 867  | 860  | 867  | 884  | 845  | 841  |

| 1901 | 1906 | 1911 | 1921 | 1926 | 1931 | 1936 | 1946 | 1954 |
| ---- | ---- | ---- | ---- | ---- | ---- | ---- | ---- | ---- |
| 795  | 780  | 746  | 642  | 611  | 606  | 586  | 538  | 496  |

| 1962 | 1968 | 1975 | 1982 | 1990 | 1999 | 2006 | 2011 | 2016 |
| ---- | ---- | ---- | ---- | ---- | ---- | ---- | ---- | ---- |
| 427  | 387  | 338  | 283  | 231  | 173  | 172  | 168  | 159  |

| 2021 | 2022 | - | - | - | - | - | - | - |
| ---- | ---- | - | - | - | - | - | - | - |
| 159  | 163  | - | - | - | - | - | - | - |

En 2008, selon l’Insee, la densité de population de la commune était de 6 hab./km2, contre 61 hab./km2 pour le département, 68 hab./km2 pour la région Poitou-Charentes et 115 hab./km2 pour la France.

## Économie
Selon la Direction régionale de l'Alimentation, de l'Agriculture et de la Forêt de Poitou-Charentes, il n'y a plus que 14 exploitations agricoles en 2010 contre 18 en 2000.
Les surfaces agricoles utilisées ont diminué et sont passées de 2 350 hectares en 2000 à 2 031 hectares en 2010. 26 % sont destinées à la culture des céréales (blé tendre essentiellement mais aussi orges et maïs), 4 % pour les oléagineux (colza et navette), 33 % pour le fourrage et 31 % reste en herbes.
6 exploitations en 2010 (contre 9 en 2000) abritent un élevage de bovins (1 125 têtes en 2010 contre 1 073 têtes). C’est un des troupeaux de bovins les plus importants de la Vienne qui rassemblent 48 000 têtes en 2011.
8 exploitations en 2010 (contre 17 en 2000) abritent un élevage d'ovins (4 407 têtes en 2010 contre 7 442 têtes en 2000). Cette évolution est conforme à la tendance globale du département de la Vienne. En effet, le troupeau d’ovins, exclusivement destiné à la production de viande, a diminué de 43,7 % de 1990 à 2007. En 2011, le nombre de têtes dans le département de la Vienne était de 214 300.
Un petit élevage de volailles s'est développé au cours de cette décennie (33 têtes réparties sur 4 fermes).

## Culture locale et patrimoine

### Lieux et monuments

#### Patrimoine religieux
- L'église Notre-Dame de Thollet est inscrite comme Monument Historique depuis 1993[27]. La nef et le chœur sont romans. le chevet, comme souvent pour les églises de campagne, est plat. Le clocher octogonal a été construit à une période plus tardive. Il présente la particularité de pencher vers l'ouest. Ce défaut qui empêchait les cloches de sonner, est dû à des erreurs commises lors de la construction de la charpente. Sur le glacis  d'un contrefort du mur sud de la nef, il est possible de découvrir un cadran solaire qui daterait du Moyen Âge. Les peintures sont de la même époque.
- Le sanctuaire et la villa de la Chasseigne : la villa est située à proximité d'un fanum, c'est-à-dire d'un temple caractéristique de la Gaule. Ce sanctuaire est constitué d'une cella ou chambre consacrée au sacré, de forme carrée, inscrite dans une galerie concentrique. Ce site a été révélé par des photographies aériennes.

### Patrimoine naturel
La commune abrite deux zones naturelles d'intérêt écologique, faunistique et floristique (ZNIEFF) suivantes :
- Le Vallon du Gue Vernais,
- La Vallée du Corchon.

Le ruisseau du Corchon bénéficie des protections issues d'engagements internationaux relevant de la directive habitats-faune-flore.

#### La vallée du Corchon
La vallée du Corchon est un site classé zone naturelle d'intérêt écologique, faunistique et floristique (ZNIEFF). Il comprend l’ensemble du réseau hydrographique du Corchon qui est  un petit affluent de la Benaize. Il s’agit d’une petite rivière de région bocagère, aux eaux d’excellente qualité, à fond de sédiments fins (sables et limons), alimentée par de nombreux petits ruisseaux  qui prennent leur source au sein des prairies et des landes couvrant les coteaux riverains.
L’intérêt biologique du site qui justifie son classement et sa protection  réside dans la présence importante de la Lamproie de Planer qui est un poisson menacé de disparition  dans toute l’Europe. La Lamproie de Planer exige des eaux de très bonne qualité et des sédiments à granulométrie moyenne à grossière pour vivre et se reproduire. De nos jours, les principales menaces sur cet environnement  fragile sont : un ralentissement anormal du courant qui modifierait  le tri mécanique des sédiments, ou une pollution chimique (toxiques, métaux lourds) ou organique (eutrophisation par surcharge des eaux en nutriments provoquant une pullulation d’algues et une réduction de l’oxygène dissous). La création d’étangs destinés à la pêche le long du cours du Corchon constitue un risque important du aux vidanges des étangs qui pourraient transférer des maladies aux lamproies, qui réchaufferait l’eau de la rivière et qui pourrait introduire des espèces piscicoles exotiques. De même, la transformation des prairies naturelles du bassin versant en cultures céréalières intensives pourrait avoir d’importantes répercussions sur la balance trophique et sédimentaire des eaux (apport d’engrais et de produits phytosanitaires), voire, en cas d’irrigation, sur les débits en période d’étiage.

## Sources